# Lilaceophlebia
Lilaceophlebia (Parmasto) Spirin & Zmitr. – rodzaj grzybów z rodziny strocznikowatych (Meruliaceae).

## Systematyka i nazewnictwo
Pozycja w klasyfikacji według Index Fungorum: Meruliaceae, Polyporales, Incertae sedis, Agaricomycetes, Agaricomycotina, Basidiomycota, Fungi.
W 1986 r. Erast Parmasto utworzył sekcję Lilaceophlebia w obrębie rodzaju Phlebia, w 2004 r. Wjatcheslav A. Spirin i Ivan V. Zmitrienko podnieśli ją do rangi rodzaju.
Gatunki:
- Lilaceophlebia ochraceofulva (Bourdot & Galzin) Spirin & Zmitr. 2004
- Lilaceophlebia tremelloidea (Bres.) Zmitr. 2015

Nazwy naukowe na podstawie Index Fungorum.
W Polsce występuje Lilaceophlebia tremelloidea.